# アルキルグリセロール
アルキルグリセロール（＝アルコキシグリセロール、Alkyl glycerol、略号：AKG）は、グリセリンとエーテル結合を持つ化合物であり、クミルアルコール，バチルアルコール，セラキルアルコールが主な成分であり、エーテル脂質（Ether lipid）とも言う。人体の肝臓・脾臓・骨髄・赤血球・血漿中に存在する。ヒトの母乳や牛乳などにも含まれるが、比較的サメの肝臓に多く含まれていることが知られている。なお、サメの持つアルキルグリセロールは、免疫刺激物質およびガンの強力な治療薬などとして用いられている。

## 構造
典型的なアルキルグリセロールの構造を、図61.2に表す。
次に、北極海域に生息する深海ザメである、グリーンランドシャークから抽出されるアルキルグリセロールの、主となる3種の成分の構造式を、図61.3に示す。

## 実用の歴史
1950年代に、ストックホルムの小児病院において、骨髄の再生を目的として小児白血病の患者に投与が開始され、一定の効果が認められるようになる。
1960年初めから、カロリンスカ研究所の放射線治療研究所において、癌の放射線治療を行った際に起こる、細胞の損傷・粘膜の損傷・造血作用への障害などの副作用を軽減することを目的とし、投与されている。

アルキルグリセロールは主として放射線と組み合わせた補助的治療として種々の型の癌に応用されて来た。Brohult Aら の子宮頚癌腫瘍の退縮と放射線治療による合併症の減少に関する研究の結果が残されている。

## 毒性試験結果

### 動物における毒性
アルキルグリセロールの経口投与による毒性試験は、ラット，マウス，イヌにおいて行われている。
- Alexander Pらは、マウスに18%のアルキルグリセロールを含む餌を2年間与えたところ、疾患は見いだせなかったと報告している。
- Brohult A[3]，Peifer JJ[4]，Carlson WE[5]，Berger FM[6]，Bandi ZT[7] らによる、ラットへのアルキルグリセロールの経口投与の結果は「無害」とされている。
- Carlson WE[5] はイヌに対し、体重あたり2.4g/kgの量のアルキルグリセロールを与えたが、何ら毒性は見いだせないと報告している。
- Berger[6] によりマウスにバチルアルコールの皮下投与の結果ではLD50を得るには3g/kgの用量が必要であった。

バチルアルコールをラットに体重当たり5-10mg/kg投与しても、胸線およびアデノシン3リン酸の合成にもには影響が無かった。

### ヒトにおける毒性
- Brohult A[3] は、健康な人間に対し、平均的な食事において1日当たり10-100mgのアルキルグリセロールを消費することを観察した。
- Sandler OE[8] は健康な成人男子に45mg/日のbatyl alcohholを10日間与えたが何ら毒性は無かった。
- サメ肝臓を食べることによってのみ病態（主として、含まれている大量のスクアレンによる下痢）を示すことが報告されている。
- 特に、グリーンランドシャークからのアルキルグリセロールは30年以上使われているが不都合な副作用は認められていない。

## 生物学的作用
1952年の早期に、結核菌(Mycobacterium Tuberclosis)に対するアルキルグリセロールのin vitroでの静菌効果が報告されている。
現在の研究でバクテリアの抗生物質抵抗性は、グラム陽性菌およびグラム陰性菌ともバクテリア内の脂質含量に関連していることが示されている。この場合のアルキルグリセロールの作用は、菌細胞内の脂肪の合成を阻害することによるものである。

### 造血作用
骨髄の投与は60年以上前から二次性貧血の治療に有効な方法であることが見出されている。

後に骨髄脂質の非鹸化分画がこの作用、すなわち、赤血球増加作用を担っていることが分かった。

Sandler OEはラットにおいて、バチルアルコールが赤血球増加作用の効果があることを見出した。また、ヒトにおいては、バチルアルコールの皮下注射による、網状赤血球の増加が示された。

さらに、赤血球、血小板、顆粒球の増加作用についても何人かの研究者により確認されている。

興味深いのはケミルアルコールが血球増加作用を示すことである。

### 放射線障害に対する保護
アルキルグリセロールの放射線由来の白血球減少症の治療については、これまで非常によく研究されてきている。
- Lorenze Eら[15] はマウスとモルモットにおける致死的な放射線被曝が、放射線照射後にアルキルグリセロールを骨髄へ注射することによって防御できることを見出した。
- Sandler OE[8] はバチルアルコールが放射線白血球減少症を防御した活性成分であるのではないかと考えた。しかし、彼の観察では赤血球の増加が主であった。
- Arturson GとLindbak M[16] による、マウスへのバチルアルコールの腹腔内注射による研究では、赤血球と網状球の増加を示している。

その他の研究においても、アルキルグリセロールが放射線被曝障害に効果があることを確認している。
- Brohult AとHomberg J[11] はバチルアルコールの被曝後注射により致死的放射線障害が防止できることを示した。

#### 臨床結果
Brohult Aら が1963-1966年と1970-1972年に放射線治療を施した患者に対する研究は、子宮頸癌患者における放射線障害に対する保護効果をさらに追及することを目的として行われた。一方のグループの患者に3ヶ月間、グリーンランドシャーク肝油由来のアルキルグリセロール・600mg／日を放射線治療中に、300mg／日を放射線照射後に与えた。もう一方のグループの患者は放射線照射後は同様に処置したが、照射前に予防的に8日間、600mg／日のアルキルグリセロールを処置した。
照射中と照射後にアルキルグリセロール投与の患者群は非予防群、照射前に投与した患者は予防群と呼ぶ。
その結果、予防群は非予防群および対照群と比べて複合障害と多重障害が著しく少なく（障害発生率：予防群は18.1%、非予防群は24.4%，対象群は37%）、差は統計学的に有意であった（P<0.001)。
1970－1972年に行った二重盲検試験では、予防群において放射線障害の著しい保護効果を示した。高用量の腹腔内ラジウム照射により、放射線障害の率が高くなるが、アルキルグリセロールの処置により著しく抑制される。特に、アルキルグリセロールを予防的に投与した場合にである。

### 人体への作用
- リンパ球数の増大
- リンパ球の酸化メタボリズム強化
- 感染に対する防御反応の速度向上
- 白血球産生の補助
- 顆粒球やマクロファージの働きを促進
- 骨髄での抗体産生の速度向上

### 効果
- 免疫力の強化
- 感染症（特に風邪，インフルエンザ）への抵抗力強化
- 癌細胞の成長阻害，縮小
- 放射線の影響による、血液，骨髄細胞などにおける障碍の軽減

## 免疫学的側面

### 免疫システムの概要
エーテル脂質の研究探索の初期において、摂取した動物の免疫系が亢進することが明らかにされている。同時にこの反応のカギとなる細胞がマクロファージであることも明らかとなる。

#### マクロファージの活性化
炎症を起こした癌性組織はアルキルリゾリン脂質と、その他のアルキルグリセロール、すなわちアルキルリン脂質とアルキル中性脂質の分解産物を放出する。これらの化合物は癌の組織中に高い濃度で見出されるが、正常組織中では濃度は低い。このうちの一つドデシルグリセリン(略称：DDG)は知られている中で一番強いマクロファージ活性化物質である。

サメ肝油に含まれる天然のsn-3-octylglycerolすなわちバチルアルコールは、DDGと同様な効果があった。天然アルキルグリセロールによるマクロファージ活性化の機序はリゾリン脂質とほぼ同様であると思われる。
アルキルグリセロールをヒトに経口的に摂取させると赤血球中にプラズマローゲンが高くなることがわかっている（プラズマローゲンが酸化的ストレスに対して動物細胞膜を保護することが知られている）。

## 他の医療用途
現在のところ、天然のアルキルグリセロールを癌治療および放射線障害の緩和以外の医療用途に使用することを支持する研究はほとんどない。アルキルグリセロールがさまざまな癌に試験された結果、癌の過剰増殖として特徴づけられる状態に有効であるという効果が認められているため、主に補助的治療として用いられていることが理由であると考えられる。
アルキルグリセロールの1つの効果を、ジアシルグリセロールの競合的抑制としての可能性を持つことと考えると、この反応によりプロテインキナーゼCも抑制されていることが考えられる。なぜなら、ジアセチルグリセロールはプロテインキナーゼCの刺激物質であるからである。プロテインキナーゼCは好中球の酸化的破裂に必須であり、プロテインキナーゼ抑制薬がこの反応を阻害するからである。

Yamamoto Nら の研究ではエーテル類似体がマクロファージの活性化と細胞毒の本体であることを示している。

この二面的役割は、アルキルグリセロールの補助治療としての広範な応用の可能性を示唆している。Oth SKとJadhav LAらは アルキルグリセロールを授乳中のマウスに与えると、仔の末梢顆粒球と血漿中免疫グロブリンが増加することを観察している。この作用はアルキルグリセロールを多くの感染による障害に応用可能であることを示唆する。

## 実験的抗ガン作用
グリーンランドシャーク肝油の約3%がメトキシ置換アルキルグリセロールから成っている。メトキシ置換アルキルグリセロールは培養細胞において、ガンの増殖を抑制することが見出されている。メチルアルコール-アントラセン誘発マウス肉腫（MCGI-SS）と若年性骨肉腫（2T）の2つの細胞株が使われた。グリーンランドシャーク肝油由来の2-メトキシアルキルグリセロールの混合物は、顕著な増殖抑制が認められた。
しかし、ここで注意すべきは、アルキルグリセロールの構造と活性には厳密な連関があることである。
ストックホルム大学で行われた実験 で、2つのタイプのメトキシ置換アルキルグリセロール（すなわち、グリセロール分子部分の1位にメトキシグループがあるものと2位にメトキシグループがあるもの）は2つの種類の癌株（マウス神経芽細胞とラットグリオーマ細胞）の増殖を抑制するが、メトキシグループのないアルキルグリセロールはこの癌株でなんら増殖抑制作用がないことを示した。

## 論文・研究発表
1963年にBrohultは放射線治療に対するアルキルグリセロールの使用に関する論文を発表した。
以下に、当該論文の知見要約を記す。
- 放射線照射後の血小板と白血球の減少はアルキルグリセロールを投与されなかった患者と比較して投与されたもので顕著に少なかった。
- 放射線治療や化学療法剤治療により血小板数が少ない患者において、アルキルグリセロール治療後には、その数が増加した。
- アルキルグリセロールを前処置した放射線照射ラットは非処置ラットに比べ骨髄の巨核球と有核球の減少が小さかった。
- 巨核球の減少抑制効果はセラチルアルコールの方がバチルアルコールより強かった。
- あるレベルまで用量依存的に効果が高まり、その量を超えると効果が減少した。
- アルキルグリセロール処置し、放射線照射をしたラットの成長速度を非処置照射群に比べ増大した。
- バチルアルコールは、セラチルアルコールよりラットの成長速度増加作用が高かった。
- 子宮頚癌患者350人にアルキルグリセロールを処置し、放射線治療をすると、1年生存率と5年生存率において非処置群より生存率が高かった。
- 1954年　ネイチャー誌
- 2010年　マリーン・ドラッグ誌